# San Bartolomé de Tirajana
San Bartolomé de Tirajana je město na ostrově Gran Canaria španělského autonomního společenství Kanárské ostrovy, třetí největší po metropoli provincie Las Palmas. Leží ve vnitrozemí, přesně uprostřed ostrova. Žije zde přibližně 54 tisíc obyvatel.

## Geografie
Město je situováno na svazích hor, do 20 km severně od moře. Městskou aglomeraci tvoří společně s 26 připojenými obcemi, jimiž jsou: Ayacata, Ayagaures, La Plata, El Sequero Bajo, La Culata, Risco Blanco, Lomito de Taidía, Taidía Alto, Taidía, Los Moriscos, Agualatente, La Montaña Alta, La Montaña Baja, Hoya Grande, Perera, El Trejo, Ciudad de Lima, Casas Blancas, Sitios de Arriba, Sitios de Abajo, Artedara, Fataga, El Sao, Las Crucitas, El Matorral a Juan Grande. 

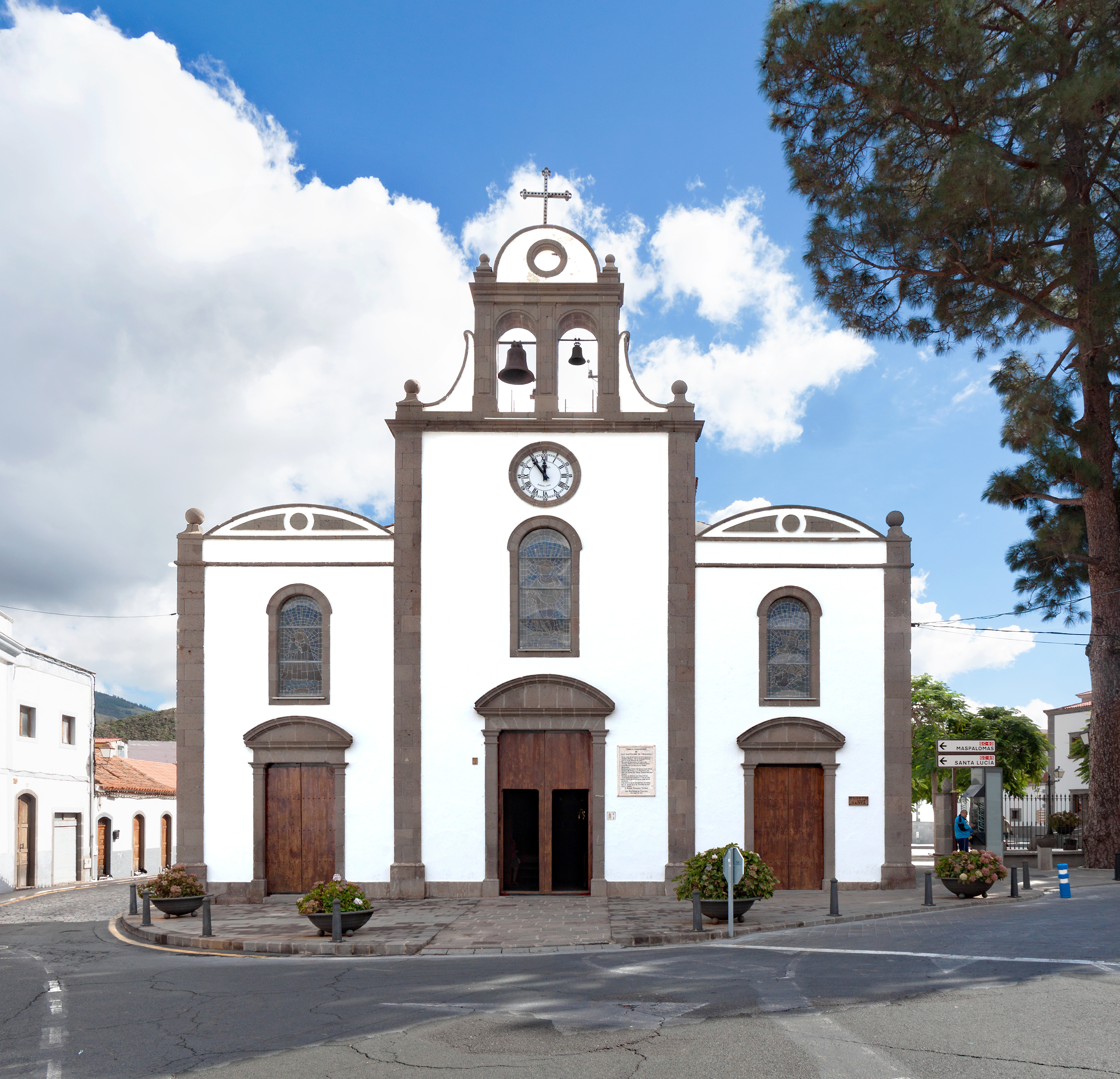
Kostel sv. Bartoloměje

## Doprava
Nejvíce užívaná je městská a příměstská autobusová doprava. 35 kilometrů SV od města se nachází letiště Gran Canaria.

## Pamětihodnosti
- Poutní kostel sv. Bartoloměje, podle kterého sídlo dostalo své jméno, je trojlodní bazilika s barokním průčelím ze 17. století, stojí na základech chrámu ze 13. století. Má cenné vnitřní zařízení, mj. sochu barbarského jezdce s mnichem pod kopyty koně.
- Radnice

## Turistika
- Přímořská letoviska s písčitými plážemi leží na jižním území městské aglomerace.
- Duny v Maspalomas - písečné duny jižně od města v lokalitě Maspalomas při pobřeží moře, "malá poušť", patří k turistickým atrakcím.[2]

## Sport
Ve městě se každoročně v srpnu pořádá ženský tenisový challenger WTA.